# 有地新影流
有地新影流（ありちしんかげりゅう）は、大野松右衛門（柳生家信）から有地元勝（有地内蔵允）を経て福岡藩に伝わった系統の新陰流。

## 概要・歴史
大野松右衛門は柳生宗厳の高弟で、穴沢浄見から新当流長太刀（薙刀術）も学んだとされ、新陰流の印可を授かる際に柳生姓を名乗ることを許されたとされる。
印可を得た後、大野松右衛門は弟子の有地元勝とともに西国に赴き、萩藩、次いで福岡藩で新陰流を広めた。大野松右衛門から新陰流剣術と新当流長太刀を継承した有地元勝は引き続き、萩を拠点に九州各地で新陰流を広めた。
有地元勝から後は有地就信と有地元貞の2系統に分かれて伝えられたが、有地就信と三宅重栄（有地元貞の弟子）が福岡藩に召し抱えられ、2系統とも福岡藩の剣術師範家として続いた。また、有地就信は新当流長太刀も福岡藩に伝えた。
主な内容は剣術、小太刀術、居合術、無刀取、短杖術、鉄扇術などである。愛洲陰流を併伝している系統もある。

## 現在活動している団体
1997年（平成9年）、蒲池則の死後、長岡鎮廣が第14代宗家を継承し「福岡黒田藩伝柳生新影流兵法（柳心会）」という名称を用いている。
また、1981年（昭和56年）に第13代宗家の蒲池則から独立を認可された「西国柳生新影流兵法（錬心館）」や、1997年（平成9年）に同様に独立を認可された「広島柳生新影流兵法（柳新会）」がある。
なお、他にも以下をはじめとして「柳生新影流兵法」という名称で伝承している団体が複数存在する。
- 第11代宗家の三宅源七から分かれた系統の「勢州会」[2]
- 第13代宗家の蒲池則の高弟が集まって結成した「平成会」[3]や「岡尾塾」[4]
- 第14代宗家の長岡鎮廣のもとで師範を務めていた母里忠一が立ち上げた「荒津会」[5]